# Франческо Ламон
Франческо Ламон (італ. Francesco Lamon; нар. 5 липня 1994) — італійський велогонщик, олімпійський чемпіон 2020 року, чемпіон  Європи.

## Виступи на Олімпіадах
| Олімпіада           | Дисципліна                    | Місце |
| ------------------- | ----------------------------- | ----- |
| Ріо-де-Жанейро 2016 | командна гонка переслідування | 6     |
| Токіо 2020          | командна гонка переслідування | 1     |